# Le Kevin Raphael Show
Le Kevin Raphael Show est un late-night show sportif et humoristique québécois, produit par Les Productions St Laurent TV. À la tête de l'émission, Kevin Raphael commente le sport et rencontre les personnalités sportives québécoises ou internationales les plus discutées du moment. Avec humour, il se livre à des compétitions amicales et se réfère aux actualités sportives à la une. L'émission d'une durée de 30 minutes est diffusée tous les samedis soirs à TVA Sports, après la diffusion des Canadiens de Montréal et l'émission Dave Morissette en direct. 
Dans l'émission hebdomadaire du Kevin Raphael Show, les icônes du monde sportif discutent de sport, statistiques et même parfois, prennent part à des sketchs ou activités sportives comiques,. Revenant sur les matchs qui ont fait parler d'eux, les émissions montrent leurs moments les plus marquants. Une présentation en rafale des actualités sportives oriente le sujet de l'émission. Les capsules vidéos rassemblent un public de tout âge, principalement les amateurs de sport. La saison 2 du Kevin Raphael Show est annoncée pour débuter en janvier 2019 .

## Équipe
- Productions : St Laurent TV
- Producteurs exécutifs : Lou Bélanger et Rafael Perez
- Productrice déléguée : Sophie Samson
- Producteur au contenu : Bruno Mercure
- Animateur : Kevin Raphael
- Coordonnatrice : Marie-Pierre Bellerose
- Réseaux sociaux : Audrey Paquette & Bruno Mercure
- Réalisateur : Félix St-Jacques
- Script-éditeur : Bruno Ly & Marc-Antoine Fortier[6]